# 里弗福尔斯 (阿拉巴马州)
里弗福尔斯（英文：River Falls），是美国阿拉巴马州下属的一座城市。面积约为6.84平方英里（约合17.7平方公里）。根据2010年美国人口普查，该市有人口526人，人口密度为76.96/平方英里（约合29.72/平方公里）。